# Telebasis willinki
Telebasis willinki är en trollsländeart som beskrevs av Fraser 1948. Telebasis willinki ingår i släktet Telebasis och familjen dammflicksländor. IUCN kategoriserar arten globalt som livskraftig. Inga underarter finns listade i Catalogue of Life.